# 吳養源
吴养源（1571年—？），字叔达，號澄宇，山西平陽府安邑县人，盐籍，明朝政治人物。

## 生平
万历十三年（1585年）乙酉科山西乡试举人，三十五年（1607年）丁未科進士，通政司觀政，三十六年二月授陕西宝鸡知县，三十八年调長安縣，四十一年升刑部主事，四十三年湖廣恤刑，四十四年升员外，四十五年升郎中，四十六年升九江知府，天启三年升陕西副使，五年调水利道，升关南道参政。

## 家族
曾祖吴冠。祖父吴齐，贈文林郎。父吴從周，嘉靖四十三年甲子科舉人，延安府同知。母李氏，封孺人。永感下。。
长兄吴养淳，万历四年丙子舉人，官赞皇知县。次兄吴养温，万历十年壬午舉人，官延安府同知。弟吴养洵，万历十六年戊子舉人，历官昌平知州、西安府同知。吴养洽，万历二十二年甲午科舉人，官葭州知州。